# ピョートル・カピッツァ
ピョートル・カピッツァ（Pyotr Leonidovich Kapitsa, ロシア語: Пётр Леони́дович Капи́ца、1894年6月26日（ユリウス暦）/7月8日（グレゴリオ暦） - 1984年4月8日) はロシアの物理学者である。1978年に低温物理学における基礎的発明および諸発見によりノーベル物理学賞を受賞した。

## 生涯
ロシア帝国のクロンシュタットに生まれた。父はモルダヴィア（ベッサラビア）出身の軍事技術者であった。1912年にサンクトペテルブルク工科大学に入学し、アブラム・ヨッフェに学び、1914年から1916年まで第一次世界大戦のポーランド戦線で衛生運転手として2年間勤務した。1921年に卒業し渡英、1922年にケンブリッジ大学トリニティ・カレッジからPh.D.を取得し、1925年からキャベンディッシュ研究所などで、アーネスト・ラザフォードのもとで研究した。実験物理学者として高い評価を得るようになった。
1934年に休暇でソビエトに帰ったカピッツァをスターリンは出国を許さず、彼のための研究所を設立させた。ラザフォードは、カピッツァが使うことになっていた実験設備をケンブリッジからモスクワまで送った。1937年、ヘリウム4を液化し、超流動性を示すことを発見した。1939年膨張タービンを 使う気体液化装置を発明し、ソビエト重工業の発展に貢献し、そのためソビエト首脳に対して自由な発言の立場を得た。強制収容所にいれられたレフ・ランダウを釈放させた。モスクワ物理工科大学で長く教鞭を執った。
しかし、長い海外生活の影響からか、政府高官に数多くの手紙を送って何か要求するなど自由奔放に振舞ったカピッツァは、全般的にスターリンをはじめとするソ連指導部の覚えが悪かった。フルシチョフもその回想記の中でカピッツァについて特に触れて、「大科学者だが無礼な男だった」と回想している。カピッツァはベリヤとも喧嘩して、ソ連の原爆プロジェクトに参加することを拒否した。
1929年王立協会外国人会員選出。

## 受賞・受勲歴
- 1942年 - ファラデー・メダル
- 1944年 - フランクリン・メダル
- 1954年 - 労働赤旗勲章
- 1959年 - ロモノーソフ金メダル、コテニウス・メダル
- 1966年 - ラザフォードメダル賞
- 1973年 - サイモン記念賞
- 1978年 - ノーベル物理学賞
- 1981年 - ヘルムホルツ・メダル

その他、1941年, 1943年にスターリン賞、1943年から1945年, 1964年, 1971年, 1974年にレーニン勲章を受賞・受勲している。

## 家族
カピッツァは1927年にアンナ・アレクセヴナ・クルイロヴァ(1903-1996)と結婚した。彼女の父親はロシアの著名な数学者アレクセイ・ニコラエヴィッチ・クルイロフで、ロシア帝国海軍の提督でもあったが、革命後、一時期パリに亡命していた。カピッツァがその時期にアレクセイ・クルイロフに会いにパリを訪れ、その時にクルイロフの娘のアンナと出会った。ソビエト大使館に結婚の手続きをしにいったところ、アンナが無国籍難民となっていることを大使館は問題視し、結婚の手続きに難色を示した。ピョートル・カピッツァが強硬に抗議したところ、大使はイラン大使館に頼んでアンナのためにイラン国籍をとらせてくれるように頼み、無事結婚の手続きをとることができた。
二人の間には二人の息子がおり、セルゲイ・カピッツァ(1928-2012)は物理学者となり、アンドレイ・カピッツァ(1931-2011)は地理学者となった。